# ال ریس
اَل ریس (به انگلیسی: Al_Ries) از بزرگترین صاحب نظران برندسازی دنیا است که با انتشار مقالاتی در مورد جایگاه‌سازی برند به شهرت رسید.
او قبلاً با جک تروت به نویسندگی می‌پرداخت و حالا با دخترش، لورا ریس، به نگارش کتاب‌های جدید اقدام می‌کند.
اَل ریس همپای فیلیپ کاتلر در دنیای مارکتینگ مطرح است. وی خود را از فضای آکادمیک دور کرده و بر نظریات کاربردی و تا حدی جنجالی تمرکز نموده است. ریس با مطرح کردن ایده positioning یا همان جایگاه‌سازی تلاش کرده توجه مدیران را به این واقعیت معطوف کند که برندها نه از طریق تنوع و تکثر که از طریق متمرکز شدن بر یک حوزه خاص می‌توانند موفق شوند.

## کتاب‌های اَل ریس در ایران
- جایگاه‌سازی، نبردی در ذهن
- سقوط تبلیغات و ظهور روابط عمومی
- ۲۲ قانون تغییر ناپذیر برند
- ۲۲ قانون تغییر ناپذیر بازاریابی